# Lípa u Valdmanů
Lípa u Valdmanů je památný strom ve Svojšicích u Sušice. Lípa velkolistá (Tilia platyphyllos Scop.) roste v obci u zdi usedlosti čp. 19 v nadmořské výšce 570 m, její stáří je odhadováno na 350 let. Výška stromu dosahuje 27 m, šířka koruny 25 m, obvod kmene je 650 cm (měřeno 2012). Jedná se o krásný strom s mohutnými kořenovými náběhy, má válcovitý průběžný kmen, koruna je hustě olistěná, jen konce větví zasychají. Lípa je chráněna od 25. května 1978 jako významná svým vzrůstem.

## Galerie

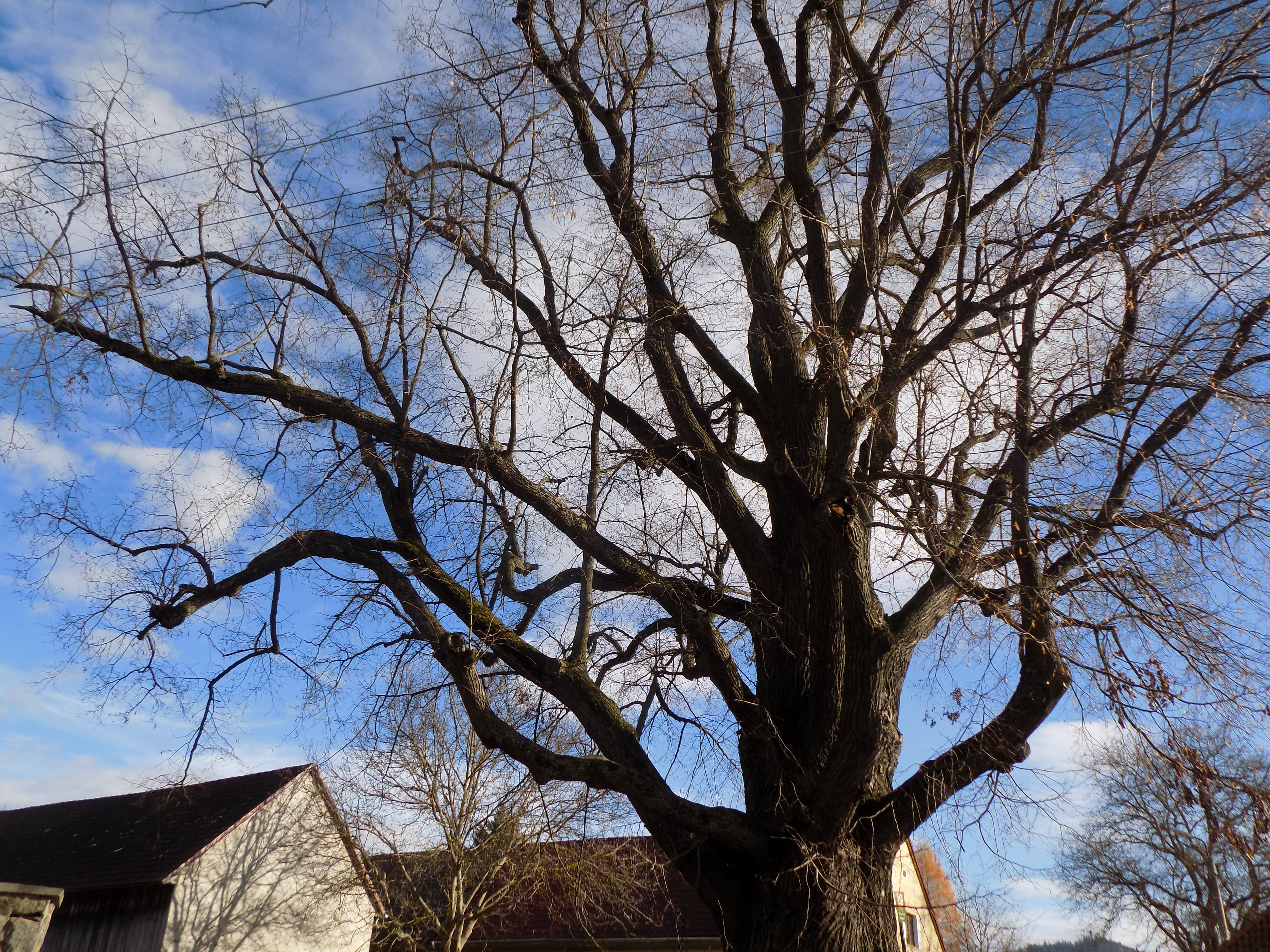
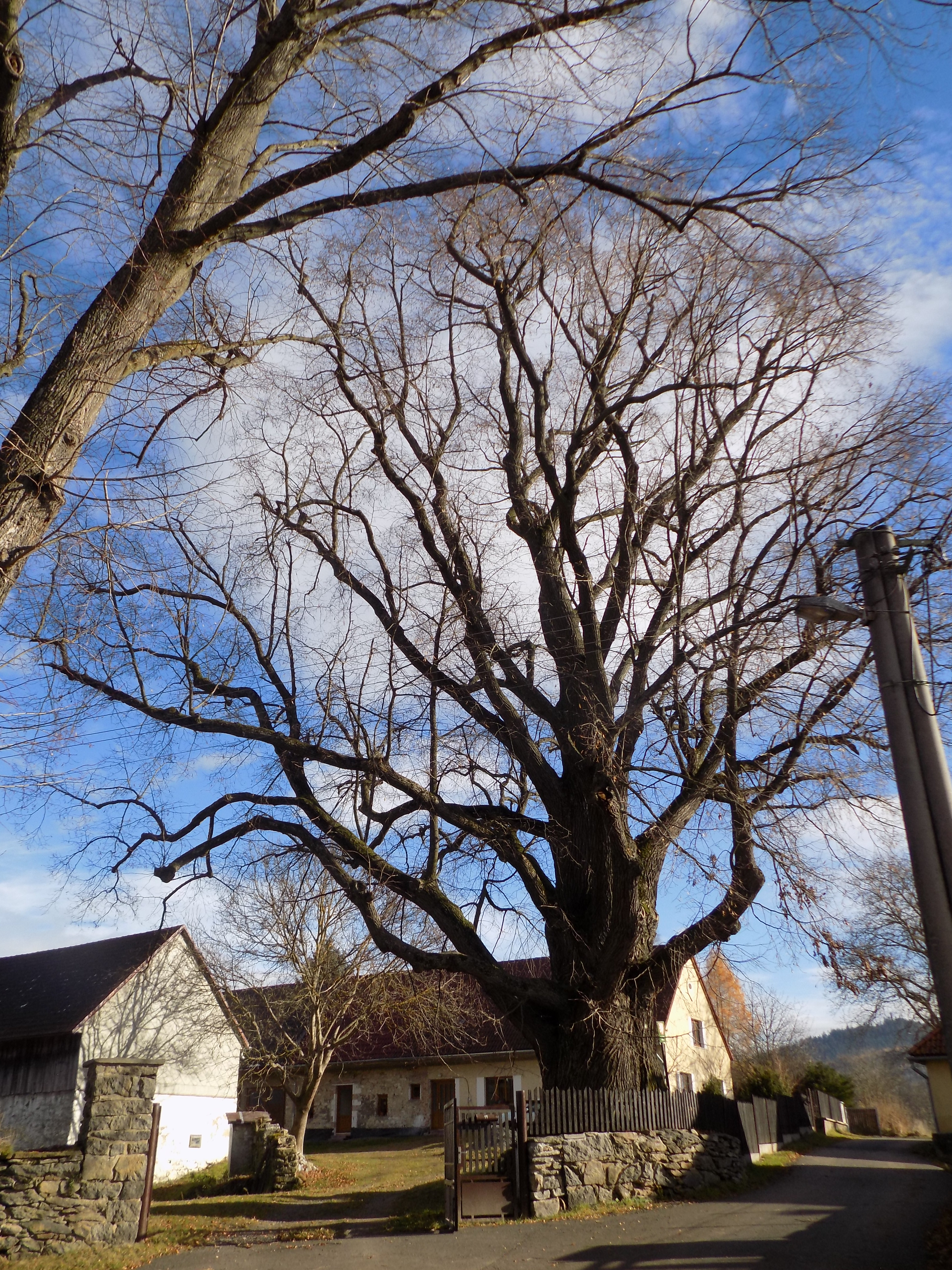
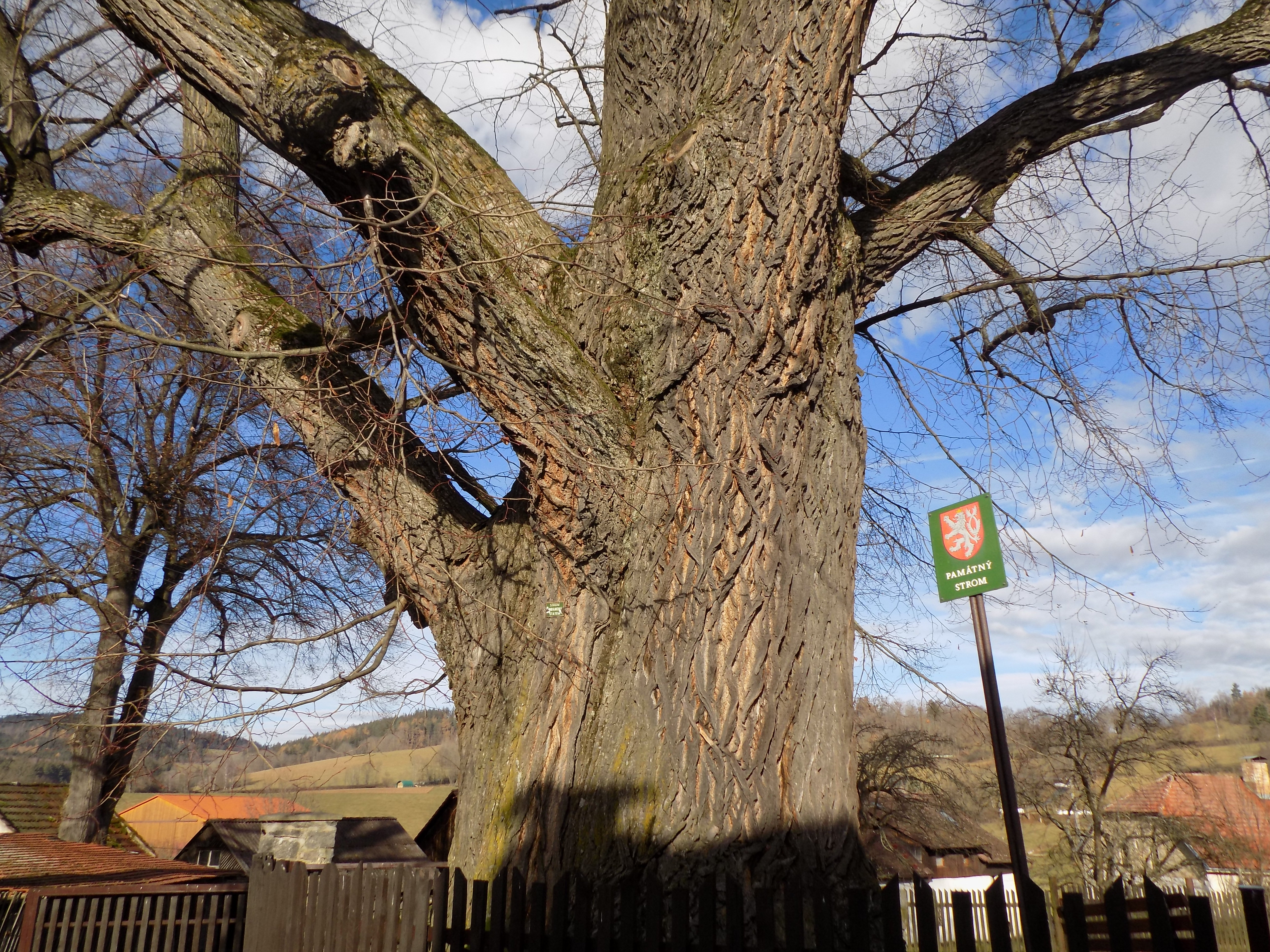

## Památné stromy v okolí
- Lípy a jilm u Mlýnského rybníka
- Svojšická lípa
- Vaňkův Dub v Žikově